# Lepaa trädgårdsinstitut

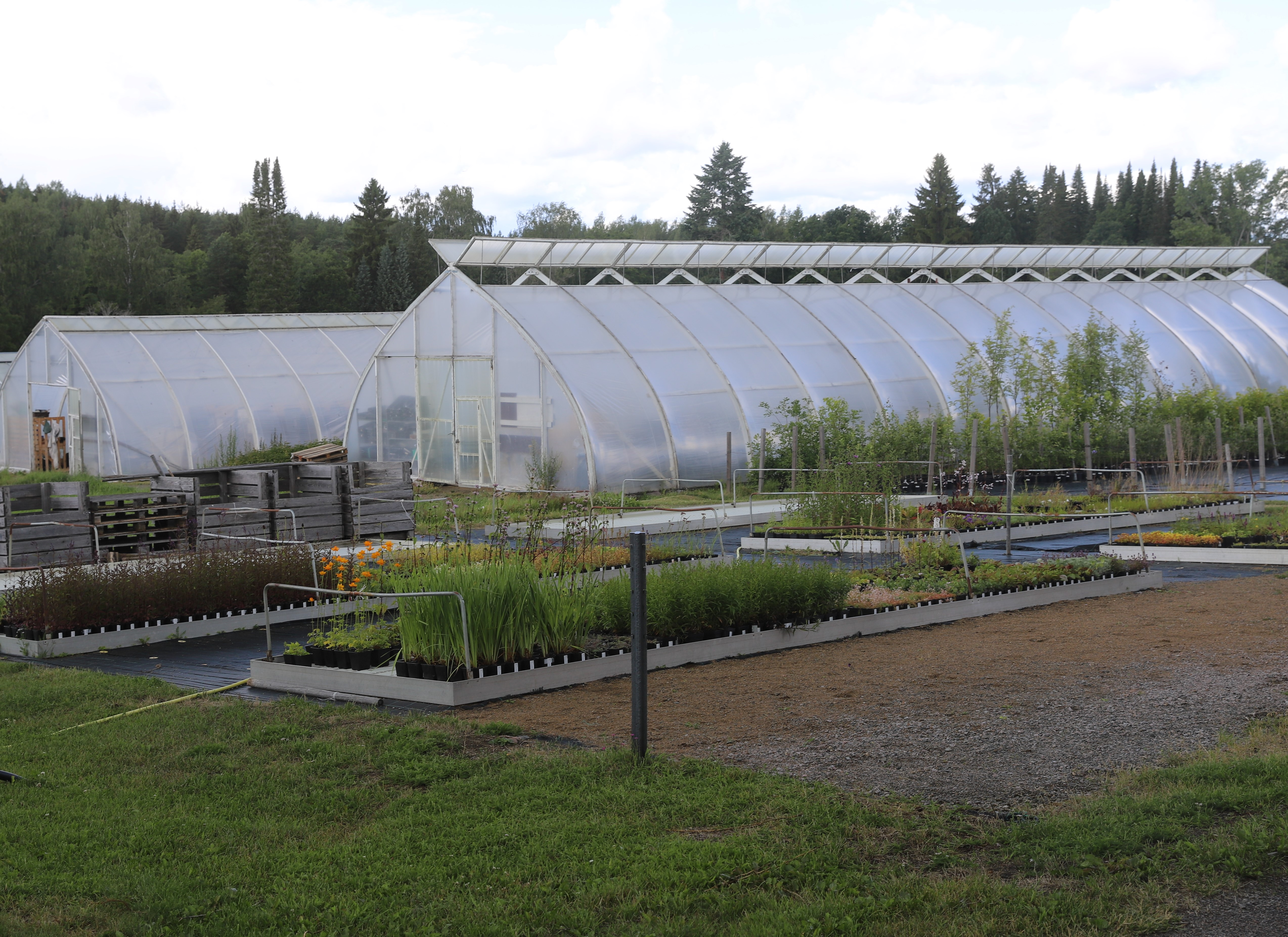
Växthus i Lepaa trädgårdsskola

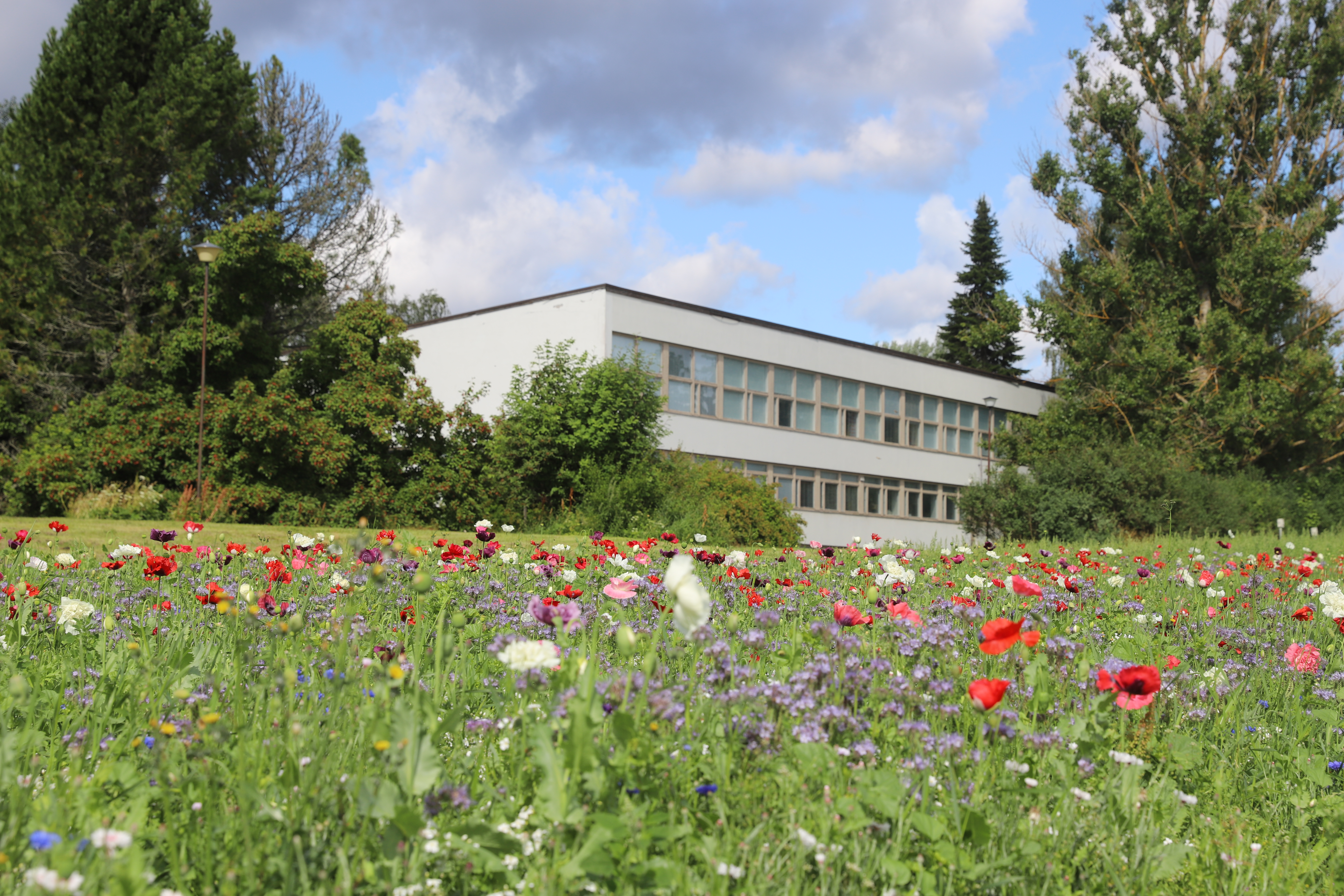
Skolbyggnad

Lepaa trädgårdsinstitut (finska: Lepaan puutarhaopisto) är en före detta läroanstalt, som ursprungligen verkade i Tyrväntö, sedan i Lepaa by i Hattula kommun. Den utbildade elever i trädgårdsodling.
Trädgårdsskolan grundades på Stjärnsunds säteris marker, vars ägare Karl Fredrik Packalén (1851–1926) 1902 testamenterade sin mark till staten för att användas för en trädgårds- eller lantmannaskola. Trädgårdsinstitutet grundades 1910. På gården har senare också bedrivits lantmanna- och lanthushållutbildning.
I dag används gården för Tavastlands yrkeshögskolas utbildningar till hortonomer och till trädgårdsmästare. Den har omkring 400 elever och 37 anställda.